# Bohuntine
Bohuntine (Schots-Gaelisch: Both Fhionndain) is een dorp in de Schotse lieutenancy in het raadsgebied Highland in de buurt van Roybridge.